# Cyanovirus

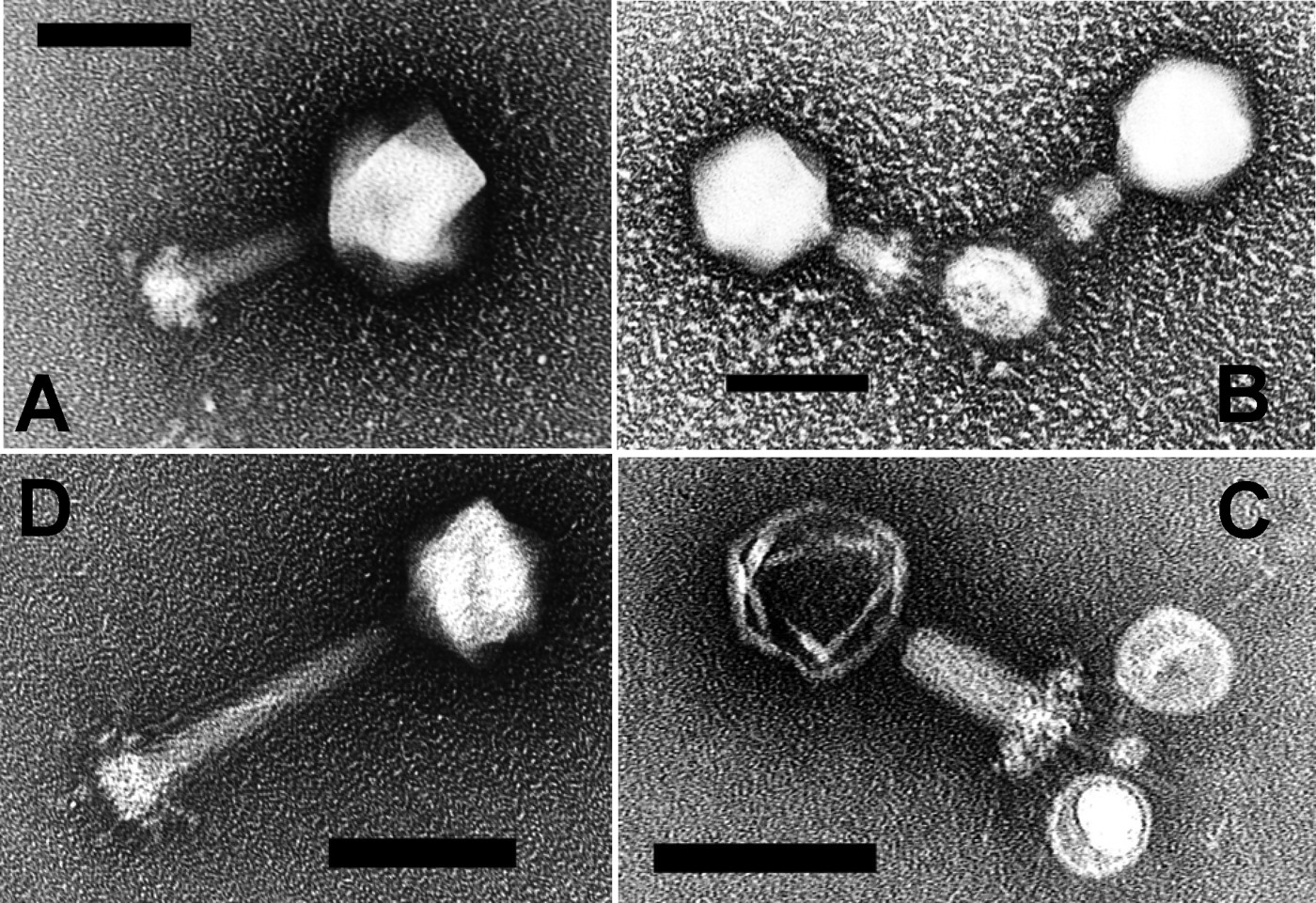
Cyanofaag

Een cyanovirus, beter bekend als de cyanofaag, is een bacteriofaag die de cyanobacterie gebruikt om zichzelf voort te planten. De term cyanofaag is afgeleid van de cyanobacterie die dit virus aanvalt en het suffix -faag, wat wijst op een virus die bacteriën infecteren. Vanwege de belangrijke rol van cyanobacteriën als primaire producenten in de oceanen van de wereld, is de studie van hun faag ecologie belangrijk in de richting van het begrip globale koolstofcyclus.